# Спенс, Джонатан
Джонатан Д. Спенс (англ. Jonathan Dermot Spence; избранное китайское имя кит. трад. 史景遷, упр. 史景迁, пиньинь Shǐ Jǐngqiān, палл. Ши Цзинцянь; 11 августа 1936 — 25 декабря 2021) — британо-американский историк, специализировавшийся по истории Китая, в особенности по китайской интеллектуальной истории с XVII века. Доктор философии (1965), Стерлингский профессор Йеля. Член Американского философского общества (1992). Отмечен John Adison Porter Prize (1965), Los Angeles Times Book Award (1982), Vursell Prize. Чтец Джефферсонской лекции (2010).
Учился в Винчестеровском колледже, одной из наиболее известных частных школ Великобритании, затем — в Клэр Колледж, Кембриджского университета, где получил степень бакалавра. Степени магистра и доктора философии получил в Йельском университете, с 1971 года преподавал там же, профессор с 1993 года, станет Стерлингским профессором истории. Член Американской академии искусств и наук.
Его наиболее известная работа «В поисках современного Китая» (The Search for Modern China) является одним из стандартных учебников при изучении последних нескольких столетий в истории Китая. Кроме того, он написал около десятка книг о Китае, занимался также критикой и эссеистикой. Основная область научных интересов Джонатана Спенса — современный Китай, особенно его взаимоотношения с Западом. Спенс часто использовал биографии для исследования более широкой культурной истории Китая. Другая важная тема — это попытки Запада и китайских деятелей реформировать Китай по западному образцу, и почему эти попытки провалились.

## Книги
- Chinese Roundabout: Essays on History and Culture;
- The Gate of Heavenly Peace: The Chinese and Their Revolution 1895-1980;
- Death of Woman Wang (1978);
- The Memory Palace of Matteo Ricci (1984);
- The Question of Hu (1987);
- The Chan's Great Continent: China in Western Minds; God's Chinese Son (1994)
- Return to Dragon Mountain (2007)